# Italië op het Eurovisiesongfestival 1993
Italië deed mee aan het Eurovisiesongfestival 1993 in Millstreet (Ierland). Het was de vijfendertigste deelname van het land.

## Nationale selectie
Net zoals de voorbije jaren besloot de RAI, de Italiaanse nationale omroep, hun kandidaat voor het Eurovisiesongfestival intern te kiezen. Er werd gekozen voor Enrico Suggeri met het lied "Sole d'Europa".

## In Millstreet
In Ierland moest Italië aantreden als 1ste net voor Turkije.
Op het einde van de puntentelling bleek dat men als 12de was geëindigd met 45 punten.
Nederland en België gaven respectievelijk 2 en 0 punten aan deze inzending.

### Gekregen punten

#### Finale
| 12 punten   | 10 punten              | 8 punten  | 7 punten             | 6 punten      |
| ----------- | ---------------------- | --------- | -------------------- | ------------- |
|             | - Luxemburg - Portugal | - Finland | - Malta              |               |
| 5 punten    | 4 punten               | 3 punten  | 2 punten             | 1 punt        |
| - Frankrijk |                        |           | - Nederland - Spanje | - Zwitserland |

### Punten gegeven door Italië

#### Finale
Punten gegeven in de finale:
| 12 punten | Ierland               |
| 10 punten | Zwitserland           |
| 8 punten  | Duitsland             |
| 7 punten  | Malta                 |
| 6 punten  | Nederland             |
| 5 punten  | Spanje                |
| 4 punten  | Slovenië              |
| 3 punten  | Bosnië en Herzegovina |
| 2 punten  | Griekenland           |
| 1 punt    | Verenigd Koninkrijk   |

1956 · 1957 · 1958 · 1959 · 1960 · 1961 · 1962 · 1963 · 1964 · 1965 · 1966 · 1967 · 1968 · 1969 · 1970 · 1971 · 1972 · 1973 · 1974 · 1975 · 1976 · 1977 · 1978 · 1979 · 1980 · 1981-1982 · 1983 · 1984 · 1985 · 1986 · 1987 · 1988 · 1989 · 1990 · 1991 · 1992 · 1993 · 1994-1996 · 1997 · 1998-2010 · 2011 · 2012 · 2013 · 2014 · 2015 · 2016 · 2017 · 2018 · 2019 · 2020 · 2021 · 2022 · 2023 · 2024 · 2025